# Montemagno
Montemagno est une commune italienne de la province d'Asti, dans la région Piémont.

## Histoire
En 1613, durant la guerre de succession de Montferrat, Charles Emmanuel Ier de Savoie ordonna au comte de Saint George de conduire son armée à Moncalve dans l'intention de châtier les habitants du Montferrat qu'il occupait encore et dont la révolte devenait générale. 

À cet effet, l'armée de Savoie marcha sur la ville de Montemagno où l'insurrection s'était de nouveau manifestée et l'emporta de force.

## Administration
| Période                                  | Période | Identité | Étiquette | Qualité |
| ---------------------------------------- | ------- | -------- | --------- | ------- |
|                                          |         |          |           |         |
| Les données manquantes sont à compléter. |         |          |           |         |

### Hameaux
S.Stefano, S.Carlo

### Communes limitrophes
Altavilla Monferrato, Casorzo, Castagnole Monferrato, Grana Monferrato, Refrancore, Viarigi.